# Hrynki Wielkie
Hrynki Wielkie (biał. Грынкі 1; ros. Гринки 1; pol. hist. Hrynki I) – wieś na Białorusi, w obwodzie grodzieńskim, w rejonie świsłockim, w sielsowiecie Niezbodzicze.
W dwudziestoleciu międzywojennym wieś Hrynki I leżała w Polsce, w województwie białostockim, w powiecie wołkowyskim, w gminie Świsłocz.